# Centromero

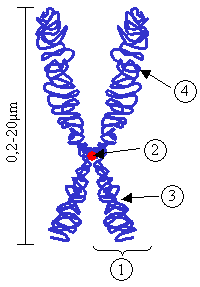
(1) Cromatidio, (2) regione centromerica, (3) braccio corto, (4) braccio lungo.

Il centromero (dal greco 'kentron':centro e 'meros': parte) o costrizione primaria è la regione del cromosoma in cui i cromatidi sono a stretto contatto. È costituito da DNA altamente ripetuto rappresentato da una serie di ripetizioni in tandem di DNA alfa satellite quindi fortemente eterocromatico.
Il centromero è essenziale per la corretta segregazione dei cromatidi durante l'anafase mitotica e meiotica. Durante la divisione cellulare le sequenze centromeriche si associano a proteine specifiche che formano un complesso multiproteico chiamato cinetocore capace di legare i microtubuli del fuso responsabili della segregazione. L'irregolare distribuzione dei cromosomi comporta la comparsa di cariotipi aberranti nelle cellule figlie.
Un cromosoma senza centromero è definito acentrico e viene perso dopo una o due divisioni cellulari.

## Classificazione dei cromosomi
In base al numero dei centromeri i cromosomi si distinguono in:
- monocentrici: centromero unico e localizzato.
- policentrici: due o più centromeri localizzati.
- olocentrici: centromeri distribuiti lungo tutta la lunghezza del cromosoma.

I cromosomi monocentrici sono i più diffusi e costituiscono il cariotipo di molte piante, gran parte degli animali e di alcune forme unicellulari.
Il centromero divide i cromatidi in due bracci. Il segmento compreso tra l'estremità superiore del cromosoma e il centromero prende il nome di braccio corto e viene indicato con la lettera p, mentre il segmento compreso tra il centromero e l'estremità inferiore è denominato braccio lungo e indicato con la lettera q.
Il rapporto tra il braccio corto e la lunghezza totale del cromatidio definisce l'indice centromerico (IC) che indica in percentuale lo spostamento del centromero dal punto centrale.
In base all'indice centromerico, e quindi alla posizione del centromero, i cromosomi vengono classificati in:
- metacentrici: IC 50%, il centromero è in posizione centrale e i due bracci hanno la stessa lunghezza.
- submetacentrico: IC 30-40%, il centromero è in posizione subterminale.
- acrocentrico: IC 20-30%, il centromero è localizzato vicino ad una estremità.
- telocentrico: IC<20%, il centromero è terminale.